# Moblin
Moblin és un projecte de codi obert enfocat al desenvolupament de programari orientat a dispositius mòbils per a connectivitat a internet (MIDs) i nous tipus de dispositius com netbooks i nettops.
 Intel va posar en marxa el web de Moblin.org el juliol de 2007 i el va actualitzar de manera significativa l'abril de 2008 amb el llançament de la família de processadors Intel Atom a l'Intel Developer Forum celebrat a Shanghai. Al web també es pot trobar un SDK (kit de desenvolupament). El sistema operatiu Moblin 2 està especialment dissenyat per a funcionar a processadors Intel Atom, com els que podem trobar a un netbook.
 L'abril de 2009 Intel va traspassar Moblin a la Linux Foundation.

## Principals components
- Creador d'Imatges Moblin (MIC): permet als desenvolupadors crear un sistema Linux adaptat per a un dispositiu. Emprant MIC, un desenvolupador d'una plataforma pot triar quins components de Moblin vol integrar al seu dispositiu, construir el sistema, copiar tots els arxius necessaris a un pen drive USB i carregar-lo al dispositiu destí.
- Nucli: pedaços específics de la plataforma per al nucli de Linux i molts altres controladors de dispositius.
- UI Framework: interfície gràfica i entorn de treball subjacent basat en GTK, que utilitza l'entorn de treball d'aplicacions Hildon.
- Política de gestió d'energia: estén i millora les capacitats de gestió d'energia existents a Linux.
- Navegador: el navegador Moblin és un navegador web basat en tecnologies Mozilla amb una interfície gestionada de manera tàctil i amb la integració amb el UI del MID. El navegador Moblin soporta complements com l'Adobe Flash.
- Multimedia: so, vídeo i visualització de fòrums incloent els entorns de treballmultimèdia Helix o GStreamer.
- Gestor de Connexions de Linux: connexions a Internet que poden ser ampliades mitjançant els complements que suporten múltiples tecnologies sense fils o per cable.